# Daikin
Daikin Industries, Ltd (Japans: ダイキン工業株式会社) is een Japans multinational gespecialiseerd in airconditioning, koelsystemen, chemicaliën en afweersystemen. Het bedrijf is gevestigd in Osaka, Japan en Oostende, België.
Daikin Industries Ltd werd in 1924 opgericht door de Japanner Akira Yamada. Het bedrijf heeft anno 2015 vestigingen in Japan, China, Australië, India, Zuidoost-Azië, Europa en Noord-Amerika. Daikin sponsorde de vrouwenvoetbalploeg van het Turkse Galatasaray SK en de mannenvoetbalploeg van het Belgische Club Brugge.

## Merken
- Daikin
- J&E Hall international
- McQuay Air Conditioning
- Rotex
- AAF

## Galerij

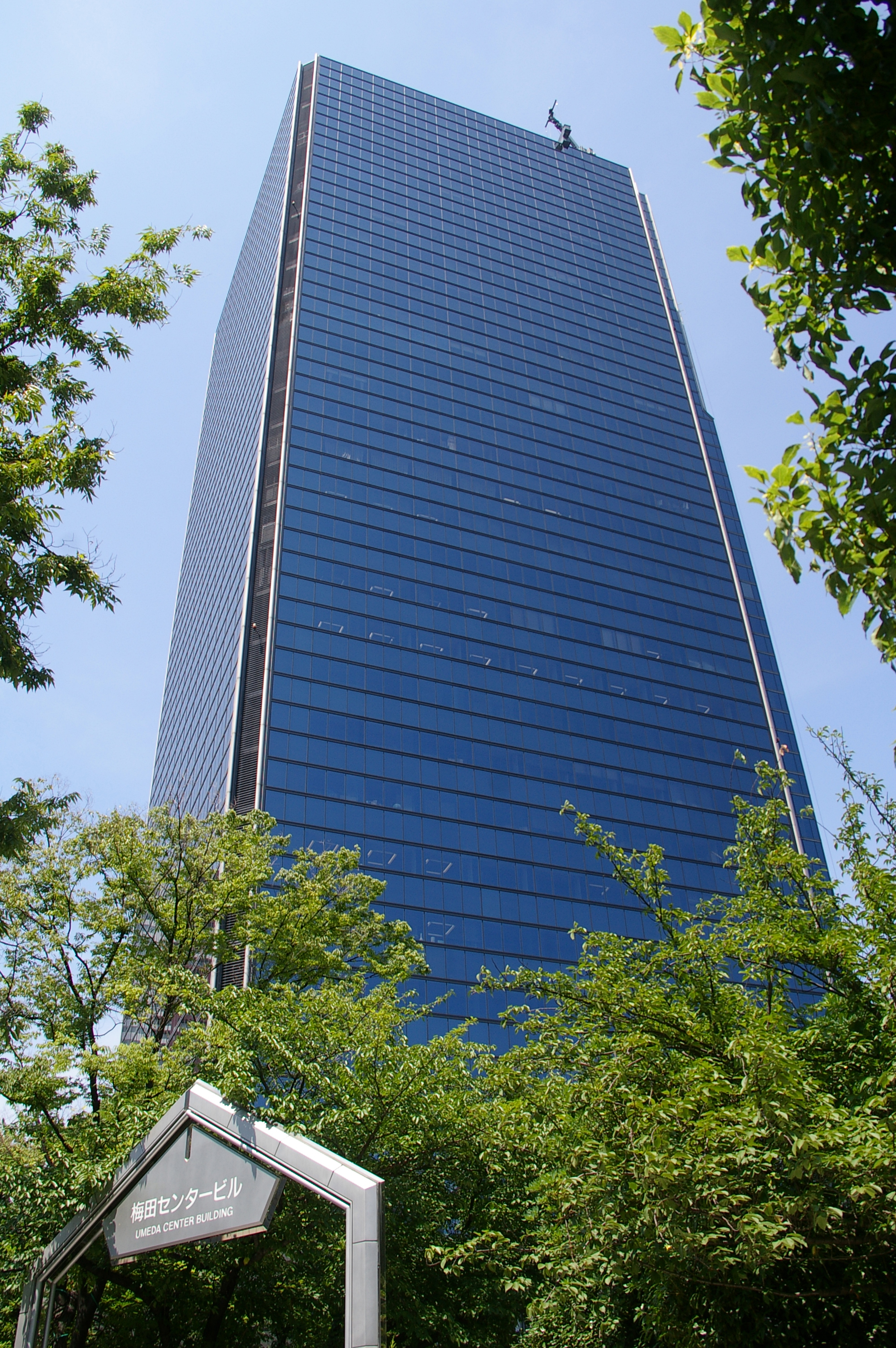
Het hoofdgebouw in Osaka
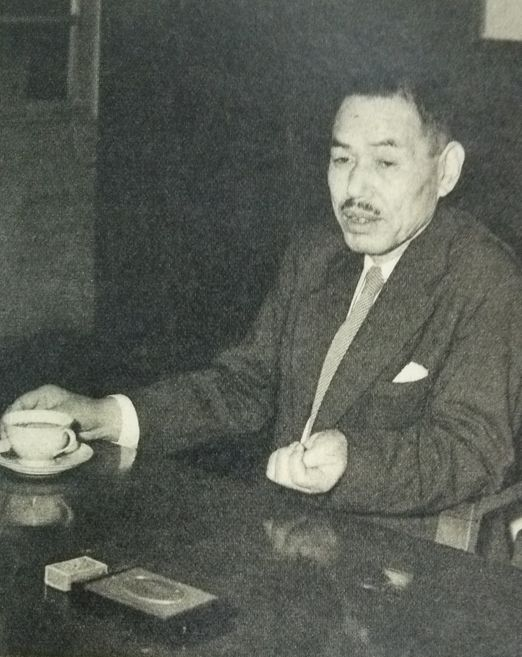
Oprichter Akira Yamada
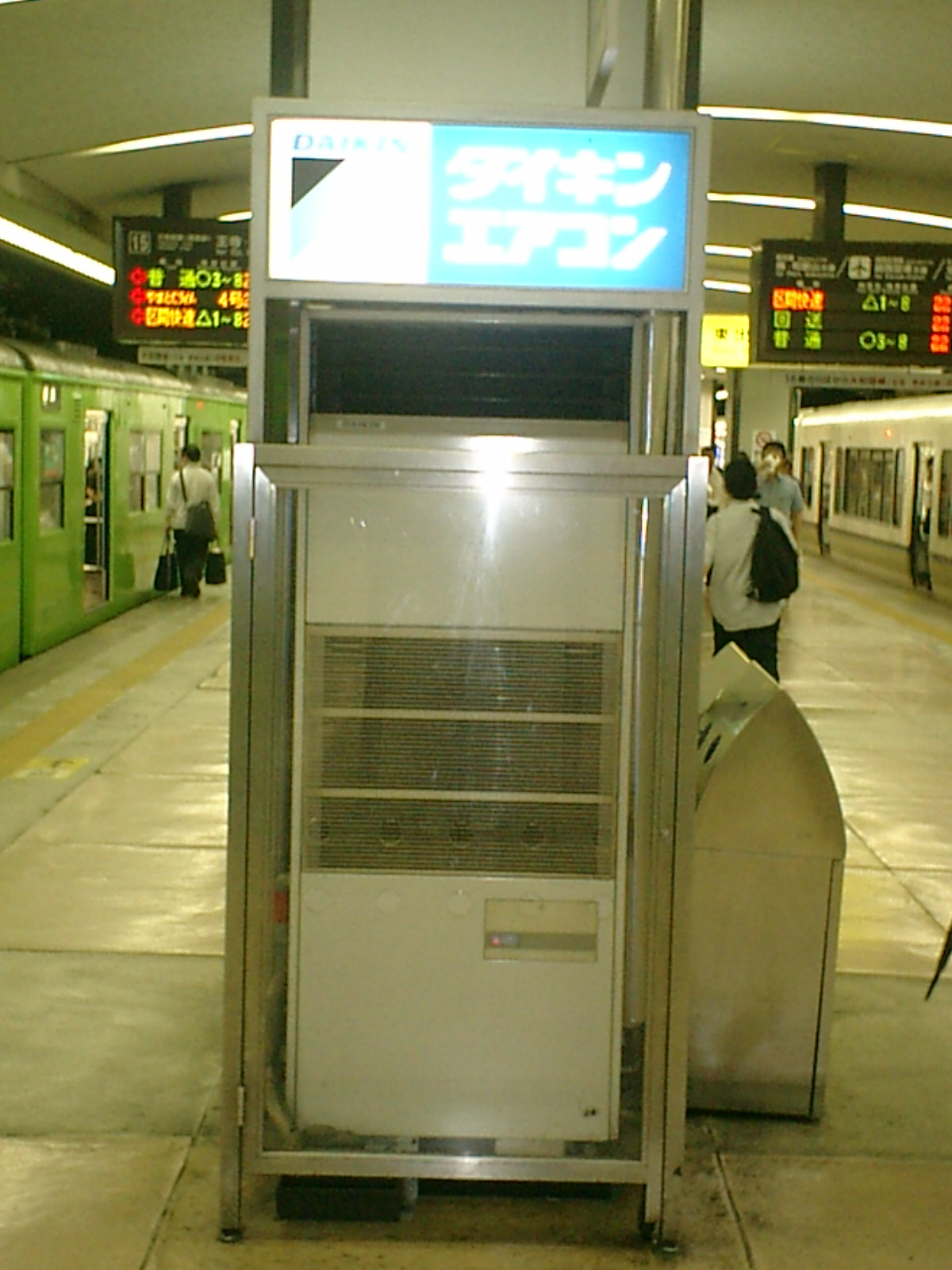
Daikin-airconditioner in het Station Tennoji
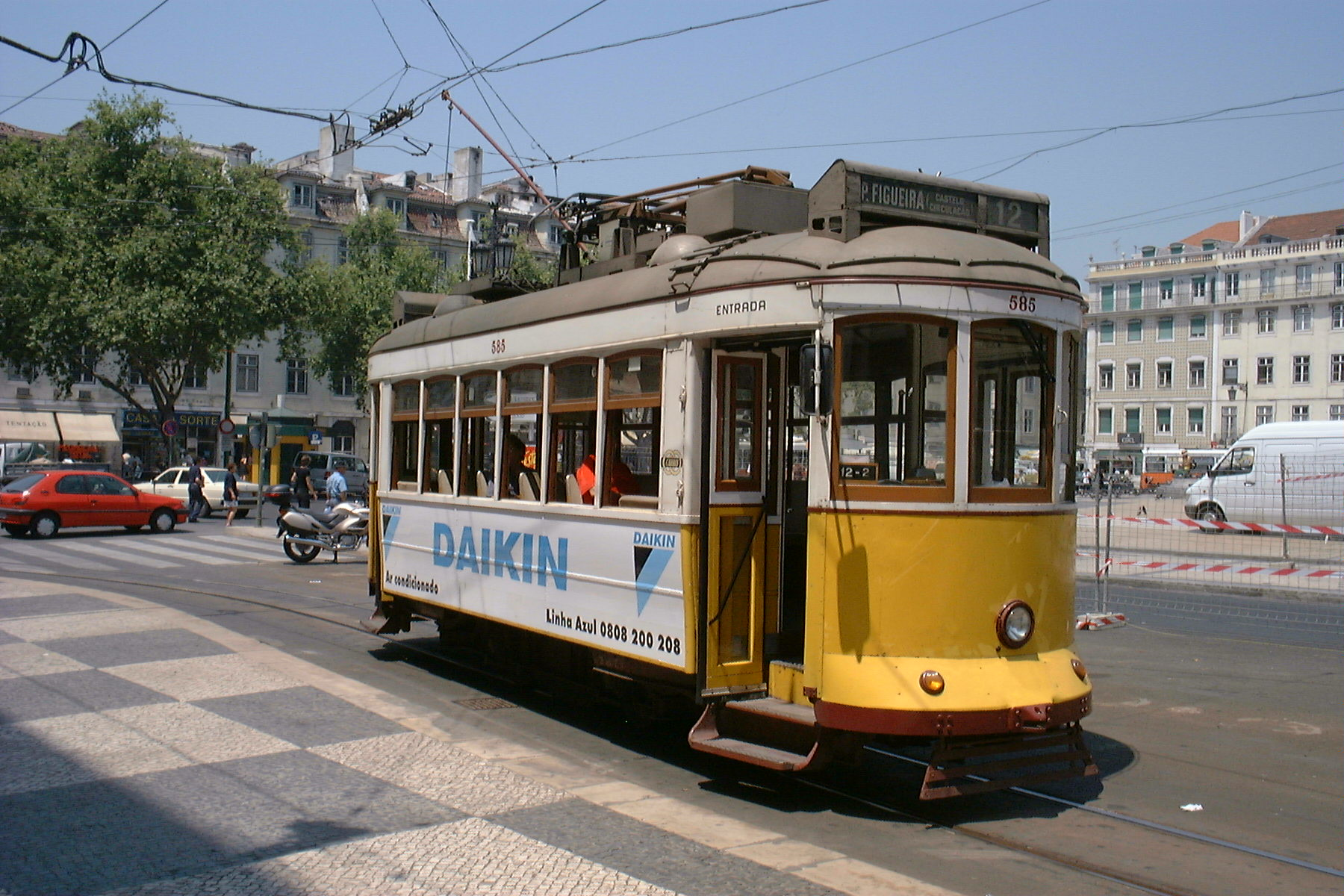
Advertentie op een Portugese tram